# Сухопътни войски на България
Сухопътните войски на Република България са основният вид въоръжени сили в Българската армия. Те подготвят и поддържат сухопътни формирования, способни за развръщане и участие в пълния спектър операции в системата на колективната отбрана на НАТО – както на територията на страната, така и извън нея.
Сухопътните войски към 2015 г. са били с численост 24 400 души, според Плана за организационно изграждане и модернизация на въоръжените сили (ПОИМВС) до 31 декември 2015 г. българските сухопътни войски трябва да бъдат сведени до 14 310 и да разполагат общо със 160 танка, 378 бронирани машини и 192 артилерийски установки. Фактически се извършва реформа, която намалява броя не техническите единици – към 31 декември 2004 г. българските сухопътни войски са имали 567 танка, 965 бойни бронирани машини и 666 артилерийски установки.

## История

### От Освобождението до Втората световна война
Историята на сухопътните войски започва през 1878 г. с обнародването на указа на княз Александър Дондуков за създаване на Българската земска войска.
През 1885 г. тя защитава Съединението на България. Навеки остават в българската историческа памет боевете при Видин, Гургулят, Сливница и Три уши.
През Балканската и Междусъюзническата войни сухопътните войски превземат Одрин, самоотвержено се сражават при Люлебургаз, Лозенград, Булаир и завоя на р. Черна.

### От Втората световна война до 10 ноември 1989 г.
През Втората световна война България е съюзник (от 1 март 1941 до 9 септември 1944) на Нацистка Германия, но българският цар Борис III никога не изпраща български войски в помощ на Вермахта на Източния фронт или където и да било другаде. На 8 септември 1944 г. войските на 3-ти украински фронт, под командването на маршал Фьодор Толбухин, навлизат на територията на Царство България. България обявява на нацистка Германия война на 8 септември 1944 г. На следващия ден идва на власт доминираното от Българската комунистическа партия правителство на Отечествения фронт.
След 9 септември 1944 г. българските воини се сражават заедно със съветските при Белград, Ниш, Страцин, Куманово, Драва, Мур и на много безименни височини. Българските пехотинци посрещат края на Втората световна война във Виена.
Благодарение преди всичко на военното си участие във Втората световна война (9 септември 1944 – 9 май 1945) България успява да намали неблагоприятните последици от участието си преди това във войната (макар и без войски) на страната на победените Сили на Оста. На страната все пак, като бивш техен съюзник и въпреки хилядите жертви на фронта за българската пехота, са наложени репарации, отнемат и се територии, придобити по време на подкрепата на Силите на Оста, най-важната от които е излазът и на Бяло море, дълго време не е приемана (чак до 1955 г.) в новата международна организация ООН.
През периода на управление на Отечествения фронт начело с БКП (9 септември 1944 – 10 ноември 1989) България се счита за най-лоялния съюзник на СССР. По време на Пражката пролет Българската народна армия изпраща войски в Чехословакия в подкрепа на съветските войски.
През 1973 г. се формира Командване на Сухопътните войски, на което се вменява ръководството на подготовката, окомплектоването и развитието на сухопътните обединения, съединения и части.

### След 10 ноември 1989 г.
През 1996 г. Командването на Сухопътните войски се реорганизира в Главен щаб на Сухопътните войски, като постепенно структурите на войските и силите преминават от армейско-дивизионна организация към корпусно-дивизионна и впоследствие – към корпусно-бригадна организация.
На 29 март 2004 г. България става член на НАТО.
Реформата за оптимизация и модернизация на войските и силите продължава. През юни 2006 г., в изпълнение на Плана за организационно играждане и преструктуриране на БА до 2015 г., Главният щаб на Сухопътните войски се реорганизира в Щаб на Сухопътните войски, закрити са Командването на ОС (втора армия), Командване „Изток“ (трета армия), Командване „Запад“ (първа армия) и Командването на Силите за специални операции. Съединенията и частите преминават на пряко подчинение на Щаба на Сухопътните войски.

### Мисии на Българската армия зад граница
| държава             | операция | организация                            | период                | военнослужещи | жертви |
| ------------------- | --- | -------------------------------------- | --------------------- | --- | ------ |
| Камбоджа            | мироопазваща | UNTAC                                  | 4.V.1992 – 27.XI.1993 | 850 български военнослужещи 34 военни наблюдатели | 11     |
| Ангола              | наблюдателна | UNOMA                                  | II.1995-V.2000        | 48 български офицери – военни наблюдатели |        |
| Таджикистан         | наблюдателна | UNMOT                                  | II.1995-V.2000        | 27 български офицери – военни наблюдатели |        |
| Босна и Херцеговина | мироопазваща | UNMIBH (ООН), SFOR (НАТО) и EUFOR (ЕС) | VI.1997-              | 40 военнослужещи- 1 инженерен взвод 1 транспортен взвод 1 механизиран взвод 1 охранителна рота |        |
| Хърватия            | разминиране | ОССЕ                                   | IX.1999-IV.2001       | български офицери |        |
| Етиопия и Еритрея   | мироопазваща | UNMEE                                  | II.2001 – 2004        | 11 военнослужещи |        |
| Босна               | Алтеа | ЕС                                     |                       | |        |
| Косово              | строително-възстановителна | UNMIK (UN) и KFOR (NATO)               | 2000                  | 1 инженерно-строителен взвод |        |
| Република Македония | хуманитарна (БА изгражда военнополева поликлиника в бежанския лагер „Радуша“ и осигурява 100 полеви кухни за другите бежански лагери) |                                        | 1999                  | |        |
| Афганистан          | поддържане на сигурността | ISAF (ООН/НАТО)                        | 20.XII.2001 –         | 610 души (към март 2009) механизиран взвод медицински персонал военна полиция контраразузнавателна група инструктори за афганистанската армия Български военни ръководят и охраняват летището в Кабул |        |
| Ирак                | поддържане на сигурността |                                        | VIII.2003 – 2008      | | 13     |

## Ръководство
- Командир на Сухопътните войски – генерал-майор Деян Дешков[2]
- Заместник-командир на Сухопътните войски – бригаден генерал Пламен Йорданов[3]
- Началник на щаба на Сухопътните войски – бригаден генерал Станимир Христов
- Заместник-началник на щаба на Сухопътните войски – полковник Атанас Георгиев[4]
- Заместник-началник на щаба на Сухопътните войски – полковник Васил Енчев[5]

## Части и съединения
- Командване на Сухопътни войски – София
- 2-ра „тунджанска“ механизирана бригада – Стара Загора
  - Щабен батальон
  - 31-ви механизиран батальон – Хасково
  - 38-ми механизиран батальон – Стара Загора
  - 42-ри механизиран батальон – Ямбол
  - 20-ти самоходен артилерийски дивизион – Ямбол
  - 78-ми инженерен батальон – Стара Загора
  - 91-ви противовъздущен батальон – Плевен
  - Логистичен батальон – Стара Загора
  - 2-ра военнополицейска рота – Стара Загора
- 61-ва Стрямска механизирана бригада – Карлово
  - Щабен батальон
  - 1-ви механизиран батальон – Карлово
  - 2-ри механизиран батальон – Казанлък
  - 3-ти механизиран батальон – Карлово
  - 61-ви самоходен артилерийски дивизион – Казанлък
  - Инженерен батальон (?)
  - Противовъздушен батальон – Казанлък
  - Логистичен батальон – Карлово
  - 61-ва военнополицейска рота – Карлово
- 3-то Бригадно командване – Благоевград
  - 3-ти независим механизиран батальон – Благоевград
  - 10-и независим механизиран батальон – Враца
- 5-то Бригадно командване – Плевен
  - 4-ти механизиран батальон – Плевен
  - 29-ти механизиран батальон – Шумен
  - Тренировъчни части – Плевен
- 4-ти артилерийски полк – Асеновград
  - Щабна батарея – Асеновград
  - Ракетен дивизион „земя-земя“
  - Дивизион „ракетни системи“
  - Противотанков дивизион
  - 1-ви теглен артилерийски оръдеен дивизион
  - Логистична част – Асеновград
- 55-и инженерен полк – Белене
  - Щабна рота
  - 54-ти инженерен батальон – Белене
  - 91-ви инженерен батальон – Пловдив
  - Инженерен батальон – Стара Загора
  - Център за подготовка на инженери – Белене
  - Логистична част – Белене
- 110-и логистичен полк – Пловдив
  - Щабна рота – Пловдив
  - 1-ви логистичен батальон
  - 2-ри логистичен батальон
- 101-и алпийски полк – Смолян
- Център за подготовка на специалисти – Сливен
- Склад – Сливен
- 1-ви разузнавателен батальон – Свобода
- 38-и батальон за ЯХБЗ – Мусачево
- 78-и батальон за гражданско-военно сътрудничество, географско осигуряване и психологически операции – София
- Център за подготовка на шофьори и специалисти по логистика
- Център за документация на сухопътните войски

## Наименования
- Командване на Сухопътни войски (КСВ) – октомври 1973 – 1996[6]
- Главен щаб на Сухопътните войски – 1996 – 1 юни 2006 г.
- Щаб на Сухопътните войски – 1 юни 2006 г. – 2009
- Щаб по подготовката на Сухопътните войски – 2009 – 1 юли 2010
- Щаб на Сухопътните войски – 1 юли 2010 – 1 юли 2011
- Командване на Сухопътните войски – 1 юли 2011 –

## Командващи
- Генерал-полковник Христо Добрев (октомври 1973 – 20 септември 1987)
- Генерал-лейтенант (ген.-полк. от 1988) Панайот Панайотов (20 септември 1987 – 9 ноември 1990)
- Генерал-лейтенант Ангел Ангелов (9 ноември 1990 – 2 август 1991)
- Генерал-лейтенант Люцкан Люцканов – (30 август 1991 г. – 12 май 1993)
- Генерал-лейтенант Цветан Тотомиров (12 май 1993 – 2 декември 1994)
- Генерал-майор Захарин Илиев (2 декември 1994 – 2 юли 1996)
- Генерал-лейтенант Гиньо Тонев (2 юли 1996 – 11 юли 2000)
- Генерал-майор (ген.л-т от 21 юли 2009 г.) Тенчо Добрев (11 юли 2000 г. – 11 май 2001)
- Генерал-майор (ген.л-т от 2002 г.) Кирил Цветков (11 май 2001 – 25 април 2003)
- Генерал-лейтенант Златан Стойков (25 април 2003 – 1 юни 2006)
- Генерал-лейтенант Иван Добрев (1 юни 2006 – 10 юли 2009)
- Генерал-лейтенант Иван Добрев (26 март – 1 септември 2010)
- Генерал-майор Стефан Василев (1 септември 2010 – 1 ноември 2012)
- Генерал-майор Нейко Ненов (1 ноември 2012 – 30 юни 2014)
- Генерал-майор Андрей Боцев (30 юни 2014 – 8 март 2017)
- Бригаден генерал Михаил Попов (8 март 2017 – 21 април 2017), временно изпълняващ длъжността
- Генерал-майор Михаил Попов (21 април 2017 – 10 декември 2022)
- Генерал-майор Деян Дешков (от 10 декември 2022)

## Началници на щаба
Званията са към датата на заемане на длъжността:
- Михо Братованов – ?
- Станчо Митев – 70-те години
- генерал-лейтенант Радню Минчев – 1980 – 1984
- генерал-майор Ангел Ангелов – февруари 1985 – 1988 г.
- генерал-лейтенант Христо Христов – 1987 – 1990
- генерал-майор Петко Прокопиев – 1 септември 1991 – юли 1992
- генерал-майор Ангел Кацаров – юли 1992 – 2 декември 1994
- Генерал-майор Атанас Самандов – (1 юни 2006 – 15 февруари 2008)
- Бригаден генерал Стефан Василев – (15 февруари 2008 – 1 юли 2009)
- Бригаден генерал Андрей Боцев – (1 юли 2011 – 30 юни 2014)
- Бригаден генерал Пламен Атанасов – (30 юни 2014 – ноември 2015)
- Бригаден генерал Валери Цолов – (1 април 2016 – 21 април 2017)
- Бригаден генерал Николай Караиванов – (5 юли 2017 – 1 септември 2021)
- Бригаден генерал Пламен Йорданов (1 януари 2023 г. – 28 декември 2023)
- Бригаден генерал Станимир Христов (6 май 2024 г. – 5 януари 2025 г.)
- Бригаден генерал Стоян Шопов (от 1 април 2025 г.)

## Заместник-командири
- Генерал-майор Добри Добрев -1977-1980; 1980 – 1986 (заместник-командващ Сухопътните войски по въоръжение и техника)
- Генерал-майор Петко Драгоев 1 септември 1996 – 22 април 1997, заместник-началник на СВ
- Генерал-майор Ганчо Денев – 1 септември 1997 – 7 юли 2000
- Генерал-майор Кирчо Куртев 1 юни 2006 – 16 февруари 2008
- Генерал-майор Атанас Самандов – 15 февруари 2008 г.-1 юли 2009 г.
- Бригаден генерал Андрей Боцев 12 март 2010 – 1 юли 2011 (заместник-началник на СВ)
- Генерал-майор Димитър Димитров – 12 март 2010 – 1 септември 2010 (първи заместник-началник на СВ)
- Бригаден генерал Нейко Ненов – 1 септември 2010 – 17 октомври 2012 (първи заместник-началник до 1 юли 2011 след това заместник-командир)
- Бригаден генерал Красимир Кънев 1 ноември 2012 г.-28 април 2014
- Бригаден генерал Любчо Тодоров 30 юни 2014 г. – 16 февруари 2015
- Бригаден генерал Михаил Попов – 2015 – 8 март 2017
- Бригаден генерал Валери Цолов – 21 април 2017 – 1 септември 2021
- Бригаден генерал Николай Караиванов – 1 септември 2021 г. – 28 декември 2023 г.
- Бригаден генерал Пламен Йорданов – 28 декември 2023 г.

## Заместник-началници

### Заместник-началник по материално-техническото осигуряване
- Полковник Йонко Тотев Ранков до 4 ноември 1999 г. началник на управление „Материално-техническо осигуряване“ на Главния щаб на Сухопътните войски
- Генерал-майор Никола Максимов до 7 юли 2000 г. заместник-началник на Главния щаб на Сухопътните войски по материално-техническото осигуряване

### Заместник-началник по ресурсите
- Генерал-майор Петко Драгоев (22 април 1997 – 7 юли 2000) първи заместник-началник на Главния щаб на Сухопътните войски по ресурсите
- Генерал-майор Илия Станков (7 юли 2000 – 6 юни 2002), заместник-началник на Главния щаб на Сухопътните войски по ресурсите
- Генерал-майор Кольо Бъчваров (6 юни 2002 – 3 май 2004) заместник-началник на Главния щаб на Сухопътните войски по ресурсите.
- Бригаден генерал Стоян Генков (1 юни 2006 – 12 октомври 2007), помощник-началник на щаба на Сухопътните войски по ресурсите
- Полковник Добрин Сарачев (5 февруари – 1 април 2008 г.) помощник-началник на щаба на Сухопътните войски по ресурсите.

### Заместник-началник по операциите
- Генерал-майор Тодор Тодоров 7 юли 2000 – 6 юни 2002, заместник-началник на Главния щаб на Сухопътните войски по операциите
- Генерал-майор Иван Добрев (6 юни 2002 – 4 май 2005), заместник-началник на Главния щаб на Сухопътните войски по операциите

### Заместник-началник по подготовка на войските
- Полковник Христо Кузманов Андреев до 1 септември 1998 г. и.д. за 1 година, началник на управление „Подготовка и бойно използване на войските“ в Главния щаб на Сухопътните войски
- Генерал-майор Богдан Тодоров до 6 юни 2002 началник на управление „Подготовка и бойно използване на войските“ в Главния щаб на Сухопътните войски.
- Генерал-майор Цанко Доленски (до 25 април 2003) заместник-началник на Главния щаб на Сухопътните войски по подготовка на войските.
- Генерал-майор Кирчо Куртев (25 април 2003 – 1 юни 2006), заместник-началник на Главния щаб на Сухопътните войски по подготовка на войските
- Бригаден генерал Стефан Василев (1 юни 2006 – 15 февруари 2008), помощник-началник на щаба на Сухопътните войски по подготовката
- Бригаден генерал Нейко Ненов (до 21 април 2008) помощник-началник на щаба на Сухопътните войски по подготовката
- Генерал-майор Димитър Димитров 1 юли 2009 – 12 март 2010, първи заместник-началник на щаба по подготовката на Сухопътните войски
- Бригаден генерал Андрей Боцев 1 юли 2009 – 12 март 2010, заместник-началник на щаба по подготовката на Сухопътните войски